# 金石 (数学家)
金石，中华人民共和国教育部长江学者讲座教授，上海交通大学自然科学研究院院长，欧洲人文和自然科学院外籍院士，欧洲科学院院士，主要从事科学计算、动理学理论、多尺度计算等方面的研究工作。